# Wendi McLendon-Covey
Wendi Anne McLendon-Covey (tên khai sinh: Wendy Anne McLendon; sinh ngày 10/10/1969) là nữ diễn viên người Mỹ.
Sau khi được biết đến rộng rãi với phim Bridesmaids (2011), McLendon-Covey bắt đầu tham gia trong các phim khác như What to Expect When You're Expecting (2012), The Single Moms Club (2014), Blended (2014), Think Like a Man Too (2014).